# سونيت 23
السونيت 23 هي واحدة من 154 سونيتاً كتبها الكاتب المسرحي والشاعر الإنجليزي وليم شكسبير، وتُعد جزءاً من سلسلة السونيت المخصصة للشاب الجميل.
يعجز المتحدث في السونيت عن التعبير بشكل كافٍ عن حبه بسبب شدة مشاعره. ويُشبه نفسه بممثل على المسرح أصابه الخوف؛ أفقده القدرة على أداء دوره، أو مثل وحش مفترس أو إنسان مفعم بالعاطفة يغلبه الغضب، حيث تُعيق العاطفة الزائدة التعبير عنها. وينسى الكلمات الصحيحة التي تستحقها طقوس الحب. يبدو أن شغفه بالحب يتفكك بسبب عبء المشاعر الزائدة؛ لذلك يحث صديقه الشاب على قراءة الردود المكتوبة من قبله والتفاعل معها. وتنتهي السونيت بتناقضات — الكتب التي لا تستطيع الكلام ستتكلم إذا سمعت العيون.
استُخدم التشبيه بالممثل في المسرح ليعبر عن فكرة عجز المتحدث عن أداء «شعائر الحب» (السطر 6). بدلاً من ذلك، يجب على الحبيب أن يقرأ ما وراء الأداء ويقرأ «ما بين السطور» لفهم حب الشاعر كما يُعبر عنه في الصمت بين الكلمات. يبدو أن هذا السونيت يشير إلى حدود اللغة.

## السياق
السونيت 23 جزء من سلسلة تُعرف باسم «سونيتات الشاب الجميل»، وهي القصائد 1-126. نُشرت لأول مرة مع باقي السونيتات من قبل توماس ثورب في نسخة عام 1609، لا يُعرف تاريخ كتابة شكسبير لهذا السونيت على وجه التحديد. إذا كان ثورب قد رقّم السونيتات بالترتيب الذي كُتبت به، فإن السونيت 23 كُتبت قبل عام 1596، وذلك لأن، وفقاً لجي بي هاريسون ‏، السونيت 107 — التي تُشير إلى الملكة إليزابيث — يمكن تأريخها إلى عام 1596.
يجادل الباحث برينت ستيرلينغ، في ترتيب جديد للسونيتات، بأن السونيت 23 تحدث في «مرحلة لاحقة» من «علاقة الصداقة الشعرية». في الجدول الزمني الذي يصفه ستيرلينغ، تحتفي السونيت 23 بـ«تجديد وإعادة تكريس» العلاقة. بالنسبة للسونيت 107، تُوضع السونيت 23 ضمن نفس «المجموعة» التي أنشأها ستيرلينغ.
بالنسبة لهوية الشاب الجميل في السونيت 23، حصر الباحثون معظم الآراء حول شخصيتين: ويليام هربرت، إيرل بيمبروك، وهنري ريوثيزي، إيرل ساوثهامبتون. وقد اقترحت الباحثة كاثرين دانكن-جونز أن ويليام هربرت هو «السيد دبليو إتش» المذكور في الإهداء، وأيضًا هو موضوع السونيتات من 1 إلى 126. وذكرت أنه كان هناك حوافز مالية لشكسبير لتكريس الـ«كوارتر» لهربرت؛ بالإضافة إلى رفض الإيرل الزواج وإشاراته إلى السونيت 116 في كتاباته الخاصة كأسباب تجعلها تعتقد بأنه الشاب الجميل، يدعم الباحث كينيث لارسون هذا الرأي، مشيرًا إلى أوجه التشابه بين السونيت 125 والأحداث التي جرت خلال تتويج الملك جيمس الأول. ورغم ذلك، أُشير إلى أن هنري ريوثيزي رفض الزواج في أوائل تسعينيات القرن السادس عشر أيضًا، واعترفت دانكن-جونز أن السونيتات المكتوبة بين عامي 1592 و1595 ربما كانت موجهة في الأصل إلى هنري ريوثيزي.
على الرغم من أن السونيت تطلب من الشاب قراءة قصائدها وفهم حب الشاعر بدلاً من الاعتماد على الأداء، إلا أن هذا يتعارض مع أسلوب شكسبير في الكتابة داخل مسرحياته، حيث يقدم «كتابة شعر الحب بشكل عام، والسونيتات على وجه الخصوص، كأمر مثير للسخرية». ويلاحظ باتريك تشيني أن مسرحيات شكسبير تميل إلى التأكيد على «فعالية الأداء العاطفي بدلاً من التحدث عنه». وفي السونيت 23، تتعقد هذه الفكرة من خلال مقارنات شكسبير، حيث يشبه نفسه أولاً بالممثل، ومن ثم يشبه مجموعته الشعرية بمسرحية.

## البنية
تُعد السونيت 23 من نوع السونيتات الشكسبيرية. تتألف من 14 سطرًا مكتوبة بالشعر الخماسي التفاعلي. نمط القافية فيها هو ABAB CDCD EFEF GG. تتكون السونيت من ثلاث رباعيات وزوج ختامي.
جميع الأسطر، بما في ذلك السطر الخامس، تُعد أمثلة على الشعر الخماسي التفاعلي:
```
   ×  /   ×   /   ×   /     ×   /  ×  /   

So I, for fear of trust, forget to say (23.5)  
```

/ = ictus، موضع سمعي قوي حسب القياس العروضي. × = nonictus، موضع غير قوي.
بعد الأوكتاف (الرباعيتين الأولتين)، يظهر غالبًا تغيير يُطلق عليه الفولتا، وهو انعطاف يحدث عادة في القصائد. في السونيت 23، تظهر الفولتا في السطر التاسع، حيث يُقدَّم اقتراح جديد.

## المصدر والتحليل
عبارة «في فقدان الثقة بنفسي» "For fear of trust" حظيت بتفسيرات متنوعة، لكنها لا تتعارض بالضرورة مع بعضها البعض. فسّرها نيكولاوس ديليوس بأنها تعني «لعدم وجود الثقة بالنفس»، وهو تفسير وافق عليه إدوارد دودن ‏ بشكل عام؛ أما توماس تايلر فقد أضاف تفسيرًا يشير إلى«الخوف من أنني لن أُوثق بي»، بينما وافق بيتشينغ على أن «الثقة هنا هي فعلية».
أما عبارة «رسلاً صامتة» "Dumb presagers" فيُنظر إليها أحيانًا على أنها استكمال للرمزية المسرحية؛ إذ إن العروض الصامتة غالباً ما سبقت كل فصل في المسرحيات الإليزابيثية. وقد أشار فلي إلى وجود اعتماد على قصيدة دانيال بعنوان «شكوى روزاموند» Complaint of Rosamond، في السطر 19.
أما القضية التفسيرية الرئيسية فتتعلق بكلمة "books" في السطر التاسع. دعم جورج سويل ‏ وإدوارد كابيل وغيرهم تعديلاً لهذه الكلمة إلى "looks"، بحجة أن الارتباط النحوي مع "presagers" يبدو أنه يتطلب كلمة في السطر التاسع تثير فكرة المستقبل. كلا الكلمتين يناسبان الموضوع، حيث يصوَّر العاشق على أنه عاجز عن التعبير بسبب الحب، ويأمل أن تُفهم مشاعره من خلال كتبه (أو نظراته).
ومن مالون إلى بوث وويليام كيريغان، دافع العديد من المحررين عن قراءة النص الأصلي، واحتفظ معظم المحررين المعاصرين بكلمة "books".

## التفسيرات
- جون غيلغد، ضمن ألبوم التجميع لعام 2002، عندما يتحدث الحب (إيمي كلاسيكس)
- روفوس واينرايت، في ألبومه لعام 2016، خذ كل حبي: 9 سونيتات لشكسبير

### الهوامش
1. ↑  Pooler، C[harles] Knox، المحرر (1918). The Works of Shakespeare: Sonnets. The Arden Shakespeare [1st series]. London: Methuen & Company. OCLC:4770201. مؤرشف من الأصل في 2008-12-02.
2. ↑  Shakespeare, William. Duncan-Jones, Katherine. Shakespeare’s Sonnets. Bloomsbury Arden 2010. p. 156-7 (ردمك 9781408017975).
3. ↑  Edmondson, Paul Wells, Stanley. Shakespeare’s Sonnets. Oxford University Press, 2004. p. 84. (ردمك 9780199256105)
4. ↑  Fort، J.A. (1933). "The Order and Chronology of Shakespeare's Sonnets". Review of English Studies ع. 33: 19–23. DOI:10.1093/res/os-IX.33.19.
5. ↑  Stirling، Brents (1968). The Shakespeare Sonnet Order: Poems and Groups. University of California Press. ص. 41–44.
6. ↑  Delahoyde، Michael. "SHAKE-SPEARE'S SONNETS". Washington State University. مؤرشف من الأصل في 2014-09-29.
7. 1 2 3  Skakespeare، William (21 أغسطس 1997). Duncan-Jones، Katherine (المحرر). Shakespeare's Sonnets. Arden Shakespeare; 3rd edition. ISBN:1903436575.
8. ↑  Larsen، Kenneth J. "Mr. W.H." Essays on Shakespeare's Sonnets. مؤرشف من الأصل في 2014-11-15. اطلع عليه بتاريخ 2014-12-14.
9. ↑  Delahoyde، Michael. "SHAKE-SPEARE'S SONNETS". Washington State University. مؤرشف من الأصل في 2014-09-29. اطلع عليه بتاريخ 2014-10-05.
10. ↑  Cheney، Patrick (25 نوفمبر 2004). Shakespeare, National Poet-Playwright. Cambridge University Press. ص. 221. ISBN:9780521839235.

## وصلات خارجية
- إعادة صياغة وتحليل (شكسبير-اون لاين)
- نسخة طبق الأصل من السوناتة 23 من كوارتو 1609
- تحليل